# Wester Ross Readvance
Der Wester Ross Readvance war ein kurzzeitiger Kälteeinbruch, der den British Irish Ice Sheet in seiner Endphase heimsuchte. Er geht mit der Ältesten Dryas konform und dauerte in etwa von 14.000 bis 13.500 Jahre vor heute.

## Etymologie
Das Englische readvance ist am besten mit „Wieder-“ oder „Neuvorstoß“ zu übersetzen. Die Landschaft Wester Ross liegt an der Nordwestküste Schottlands und wird im Schottisch-Gälischen als Ros an Iar bezeichnet. Das männliche Substantiv ros ist ein „Vorsprung“. Das weibliche Substantiv iar bedeutet „Westen“. An ist entweder der definite Artikel „der, die, das“ oder kann auch „in“ implizieren. Ros an iar ist somit am besten als „Vorsprung im Westen“ wiederzugeben.

## Geographie

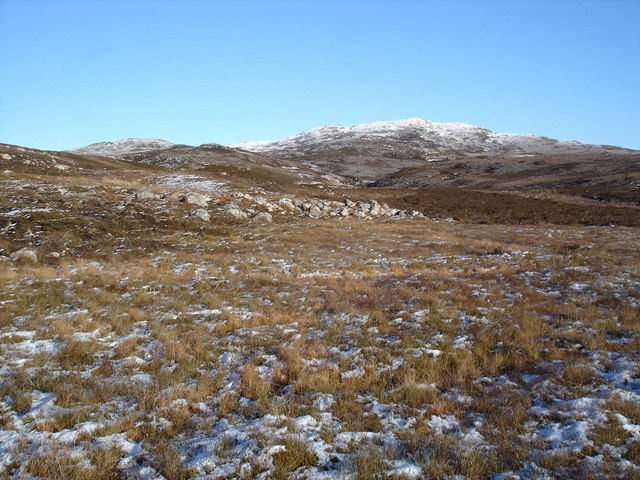
Die Gairloch-Moräne am oberen River Sand nordwestlich von Gairloch. Sie markiert den Wester Ross Readvance.

Der Wester Ross Readvance (abgekürzt WRR) lässt sich entlang der Nordwestküste Schottlands von Applecross im Süden bis nördlich des Loch Brooms im Gelände verfolgen. Es können vier größere Moränenzüge unterschieden werden:
- die Aultbea-Moräne im Norden
- die Gairloch-Moräne
- die Redpoint-Moräne und die
- die Applecross-Moräne im Süden.

Diese drei Moränenloben messen in ihrem Breitenausdehnung jeweils zirka 25 Kilometer. Die Aultbea-Moräne umgibt den Loch Ewe und die Gairloch-Moräne den Fjord Gair Loch – mit den jeweils umliegenden flachen Terrains. Die Redpoint-Moräne befindet sich im Norden der Applecross-Halbinsel und umringt den Loch Torridon. Im Norden erscheint noch eine Seitenmoräne bei Achiltibuie und stellt wahrscheinlich die nördliche Fortsetzung des Moränenkomplexes dar. Laut Tom Bradwell und Kollegen handelt es hierbei aber bereits um eine spätere Eisrandlage. Moränen am An Teallach weisen darauf hin, dass der Bergstock im WRR Eismassen trug.

## Einführung
Bisher galt die Ansicht, dass der Rückzug des Eisrandes am British-Irish Ice Sheet (abgekürzt BIIS) in Schottland ohne Unterbrechungen vor sich gegangen war und sich auch keine regionalen Wiedervorstoße mehr ereignet hatten. Dem widersprechen jetzt jedoch neuere Arbeiten, die in Nordschottland, auf dem anliegenden Atlantischen Schelf und im Nordseebecken tatsächlich Hinweise auf mehrere Neuvorstöße auffinden. Diese Hinweise für einen regionalen Wiedervorstoß des ansonst zurückweichenden Eisrandes sind auf dem Festland am deutlichsten in Wester Ross ausgeprägt. Hier markiert eine Kette von Moränenrücken, dass der Wester Ross Readvance tatsächlich bis zu diesen maximalen Positionen vorgerückt war und daher sehr wohl den generellen Rückzug unterbrochen hatte.
Während des Letzteiszeitlichen Maximums hatte sich der BIIS nach Nordwesten über Wester Ross hinweg bis in den nördlichen Minch ausgedehnt. Die Eismassen vereinigten sich im Minch mit den Eiskappen auf Skye und den Äußeren Hebriden und bildeten somit einen großen Eisstrom, der sich nach Nordwesten bis hin zum Schelfrand des Atlantiks fortbewegte.

## Moränen

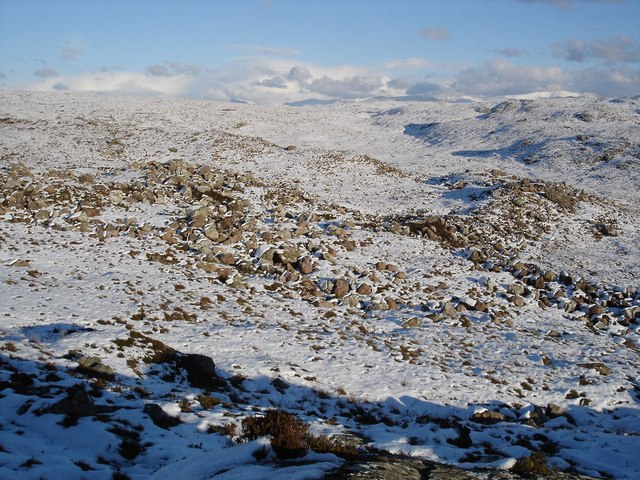
Erratika-Rücken des WRRs am Allt na Claise Carnaich, einem Seitenast des River Sand nordwestlich von Gairloch

Die von Robinson und Ballantyne im Jahr 1979 kartierten Moränen erstrecken sich über die Halbinseln von Wester Ross und definieren ihrerseits den erneuten Vorstoß des WRRs, der den Eisrandrückzug des BIIS von seinem letzteiszeitlichen Eislimit in Schach hielt oder zumindest verzögerte. Sie ziehen sich über 60 Kilometer hin – vom Ben Mor Coigach im Norden bis nach Applecross im Süden. Die Moränen stellen die äußeren Limits von in ihnen reichlich enthaltenen Sandsteinblöcken des Torridonians sowie Gneiserratika des Lewisians dar. In der Umgebung der Moränen angetroffene Gletscherschrammen zeigen recht variable Richtungen – was auf einen erneuten aktiven Vorstoß und keinen Eisrandstillstand hindeutet. Auf den Moränen finden sich sowohl angerundete, facettierte Gesteinsblöcke (die auf einen supraglazialen Transport hinweisen) als auch eckige, tafelförmige Blöcke (die wahrscheinlich auf passive Weise im Eis eingeschlossen oder an dessen Oberfläche transportiert wurden). Die Moränen setzen sich submarin fort und queren den Loch Torridon, den Gair Loch, den Loch Ewe und die Badentarbat Bay bei Achiltibuie.
Die generellen Eisbewegungen waren auf der Applecross-Halbinsel nach Westen gerichtet, bei Redpoint nach Westsüdwest, bei Gairloch nach Nordwest und bei Achiltibuie ebenfalls nach Nordwest.

## Alter
Zeitlich ist die genaue Stellung vom Wester Ross Readvance nach wie vor nicht endgültig gesichert. Der WRR wird aber gewöhnlich dem Grönland-Interstadial-1 zugeordnet und erfolgte wahrscheinlich im GI-1d bzw. in der Ältesten Dryas (zirka 13.900 bis 13.700 Jahre vor heute).
Ältere Datierungen situieren den Eisvorstoß bei 16.300 bis 16.100 Jahre vor heute. Jedoch schätzen ihn Colin Kerr Ballantyne und Kollegen (2009) mit 14.000 bis 13.500, oder sogar bis 13.000 Jahre vor heute als wesentlich jünger ein.
Neuerdings sehen Alexander Simms und Kollegen den Kulminationspunkt des Vorstoßes aber wieder bei 15.800 ± 100 Jahre vor heute. Die ältere Sichtweise würde den WRR in die Nähe des Heinrich-Ereignisses H1 rücken. Das H1-Ereignis wurde auf die Zeitspanne 17.900 bis 15.900 Jahre vor heute datiert und soll der Auslöser zu einem erneuten Vorrücken der Eismassen in Irland und in der Irischen See gewesen sein. Gleichzeitig ist hierbei anzumerken, dass Alter vor 14.500 bzw. vor 14.700 Jahre vor heute bereits zum Hochglazial bzw. Pleni-Glazial, d. h. zum GS-2a zu rechnen sind.

## Klimatische Bedingungen
Wird der Wester Ross Readvance mit der Ältesten Dryaszeit korreliert, so ergeben sich anhand der Eisbohrkerne Grönlands NGRIP und GRIP die δ O18-Werte von −40 ‰ bis −39 ‰ für diesen Zeitabschnitt. Gegenüber den sie eingrenzenden Warmphasen (Meiendorf-Interstadial und Bölling-Interstadial) weist die Älteste Dryaszeit um 2 ‰ niedrigere δ18O-Werte auf, mit einem Minimum bei - 40 ‰ SMOW (VPDB). Anhand von Coleoptera fanden Atkinson und Kollegen (1987) in Großbritannien im Vergleich zu den Werten im Meiendorf-Interstadial einen Temperaturrückgang in den Sommerdurchschnittstemperaturen von 2,5 °C (von 16,5 auf 14 °C).

## Ursachen
Colin Ballantyne und Kollegen sind der Auffassung, dass der Wester Ross Readvance vorwiegend als Antwort auf eine  kurzfristige Abkühlung während der Ältesten Dryas zu sehen ist. Jedoch kann nicht ausgeschlossen werden, dass der WRR entweder die Reaktion des BIIS-Eisrandes auf eine später im Interstadial stattfindende klimatische Umkehr darstellt oder dass nach sehr rapidem Eiskalben auf See und dem vollkommenen Rückzug des Minch-Eisstromes (engl. Minch Ice Stream oder abgekürzt MnIS) nach Süden sich der Eisrand neu stabilisierte und erst danach wieder vorzustoßen begann.

## Zusammenschau
Die Persistenz und die Längenausdehnung der Wester-Ross-Moräne ist ein klarer geomorphologischer Befund für eine erneute Ausdehnung des schottischen Eisschildes im späten Devensian. Besonders deutlich sind die Zusammenhänge in der Region von Gairloch. Hier lassen sich sämtliche geomorphologischen Anzeichen für eine Eisrandlage beobachten – darunter Tillgrenzen (engl. drift limits), Geröll- und Tillrücken. Auch Esker können am Lobusrand als signifikante Geländeformen beobachtet werden. Die Umgebung von Gairloch ist somit die Schlüssellokalität für den Wester Ross Readvance. Die Auswirkungen des Eisvorstoßes sind natürlich auch anderswo ausgebildet, nur nicht immer so deutlich. Sehr interessant ist in diesem Zusammenhang der An Teallach, an dem die zum Loch Lomond Readvance gehörenden Moränen ältere, zum Wester Ross Readvance gehörende Geländeformen überprägen und somit ihr höheres Alter eindeutig belegen.